# Kani Alavi

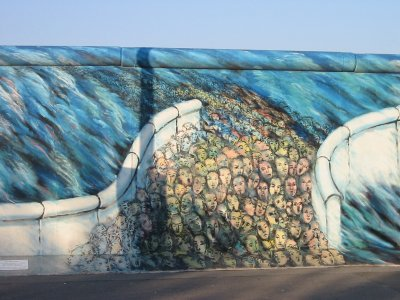
Das Graffito Es geschah im November, East Side Gallery, Kani Alavi, 1990

Kani Alavi (persisch کانی علوی anhörenⓘ; * 1955 in Lahidschan, Iran) ist ein deutsch-iranischer Künstler.

## Werdegang
Alavi legte 1979 sein naturwissenschaftliches Abitur ab. 1980 übersiedelte er nach Berlin, wo er an der Hochschule der Künste bei Klaus Fußmann freie Malerei studierte. 1986 wurde er Meisterschüler bei Fußmann. Ab 1986 studierte er an der Hochschule der Künste visuelle Kommunikation bei Ludwig Thürmer.
1990 war er einer der Künstler, die später als East Side Gallery bekannte Teile der Berliner Mauer bemalten. Seit 1996 ist er Initiator der Künstlerinitiative East Side Gallery.
Alavi gestaltete bereits zweimal (2002 und 2003) einen United Buddy Bear für sein Heimatland Iran und engagierte sich auch in den Folgejahren für dieses internationale Kunstprojekt.

## Ehrungen
2011 wurde Alavi für seinen großen Einsatz für das Entstehen, den Erhalt und die Rekonstruktion der größten Freiluftgalerie der Welt mit der Verdienstmedaille des Verdienstordens der Bundesrepublik Deutschland ausgezeichnet. Ende März 2013 kündigte er an, aus Protest gegen den weiteren Abriss der East Side Gallery seine Auszeichnung zurückzugeben.